# ESAM design
고등 현대 미술 학교 (École Supérieure des Arts Modernes 이하 Esam design)는 프랑스 파리에 위치한 사립 대학교이다. 매년 각 전공 졸업생에게 해당하는 자격증을 부여한다. 그랙픽 디지털 디자인과는 "그래픽 및 디지털 디자인 예술감독 RNCP 자격증"을 부여하고, 실내 디자인과는 "인테리어 건축가/디자이너 자격증"을 부여한다.

고등 현대 미술 학교(École Supérieure des Arts Modernes 이하 Esam design)는 파리국립고등장식미술학교(École Nationale Supérieure des Arts Décoratifs), 까몽도 건축학교(École Camondo), 불 고등응용미술학교(École Boulle) 페닝겐 고등미술학교(ESAG Penninghen) 등이 소속되어있는 CFAI(실내 건축가 프랑스 위원회) 소속이다
.

## 소개
에라스무스 프로그램(Erasmus)에 참가하고 있어 유럽연합에 속한 나라들 사이 교환학생이 가능하다. 그리고 프랑스는 학위체계가 한국과 달라 학석사 통합 학위가 많지만, 고등 현대 예술 학교(École Supérieure des Arts Modernes 이하 Esam design)는 학사와 석사과정이 존재한다..

또한 고등 현대 예술 학교(École Supérieure des Arts Modernes 이하 Esam design)는 Cumulus Association(디자인, 예술 및 미디어 학교 협회) 회원이다. 회원으로 까몽도 고등예술학교(École Camondo), 불 고등예술학교(École Boulle), 올리비에 드 세르 예술학교(Ensaama - Olivier de Serres) 등이 있으며, 한국 회원으로는 서울대학교 조형예술대학 디자인과, 청주대학교 예술대학 등이 있다.

## 학위·전공
- 학사 학위
-Bachelor en design graphique[6]
-Bachelor Architecture Intérieure Design[7]
- 석사 학위
-Titre de Direction Artistique en design graphique et digital - RNCP 6[8]
Titre d’Architecture Intérieure Design - RNCP 7[9]